# 道の駅KOKOくろべ
道の駅KOKOくろべ（みちのえき ここくろべ）は、富山県黒部市堀切にある国道8号の道の駅である。

## 概要
国道8号入善黒部バイパス沿いに位置する道の駅である。富山県内で16駅目、黒部市内では「道の駅うなづき」に続く2駅目の道の駅となる。また、隣接する「黒部市総合公園」の防災機能と連携し、一時避難場所や避難支援活動の拠点としての役割も目指し整備された。名称は2020年（令和2年）6月1日から6月30日まで公募し、全国から2,391件の応募があり、選考の結果、道の駅「KOKOくろべ」に決定。この名称には、道の駅のここ（KOKO）から、黒部市が発展してほしいという、願いが込められている。
富山県内16か所の道の駅で唯一『重点道の駅』に選定されている。
同駅に隣接する『誘致ゾーン』には、当初は光陽産業（高岡市）が市から土地を借り受け、北側に温浴施設、南側にカフェや宿泊施設を誘致する計画であったが、新型コロナウイルスの流行の影響で南側で予定していた別の業者が撤退して白紙状態となり、北側の温浴施設もウッドショックのあおりを受けて開業が遅れることになった。その後、2023年3月20日に民間事業者が南側の一部（0.8ha中0.3ha）にコンテナ型宿泊施設の設置を検討していることが判明した。また北側（0.6ha）も、同年6月に温浴施設『湯屋 FUROBAKKA』として開業する見込みとなり、その後1ヵ月遅れの同年7月14日にオープンした。

## 歴史
- 2015年（平成27年）8月 - 黒部市が「道の駅」検討委員会設置[9]。
- 2016年（平成28年）
  - 1月27日 - 平成27年度重点「道の駅」に選定[12]。
  - 4月 - 「道の駅（仮称）くろべ基本計画」策定[9]。
- 2018年（平成30年）2月 - 黒部市と国土交通省が「道の駅に関する基本協定」締結[9]。
- 2019年（平成31年・令和元年）
  - 1月 - 周辺道路工事に着手[9]。
  - 9月 - 造成工事に着手[9]。
  - 12月 - 誘致ゾーン整備事業の優先交渉権決定[9]。
- 2020年（令和2年）
  - 7月20日 - 名称が「道の駅KOKOくろべ」に決定[8]。
  - 8月 - 地域振興施設の新築工事に着手[9]。
- 2021年（令和3年）
  - 1月 - 地域振興施設のテナント事業者が決定[9]。
  - 3月 - 指定管理者の指定[9]。
  - 6月11日 - 国土交通省より道の駅第55回登録において、「道の駅KOKOくろべ」として登録[3][6]。
  - 9月 - 誘致ゾーンの温浴施設の開業の遅れが明らかになった[9]。
  - 10月4日 - 道の駅「登録証」伝達[6]。
- 2022年（令和4年）4月22日 - 17時に開駅[4][13][14]。

## 施設
- 駐車場：224台[5][2][6]
  - 普通車：166台
  - 大型車：50台
  - 身障者用・おもいやり：8台
- 瑞彩マルシェ（農林水産物直売所）[15]
- こられっと（物販施設）[7] - 道の駅うなづきを運営する「宇奈月ビール」が店舗運営[16]。
- 飲食施設（フードコート併設[14]）
  - つばき食堂[7]
  - Family Kitchen Kamome[7]
  - 麵屋はなと[7]
  - 練り天屋[7]
  - crape de cocon（クレープ・ド・ココン）[7]
- キッズフロア（滑り台、木製遊具あり）[7]
- トイレ
- 情報提供施設（情報モニター[14]）
- 園地（ふわふわドーム、プレイウォール、水辺空間あり[14]）
- 非常用電源（発電装置）[14]
- 備蓄倉庫[14]
- 貯水槽[14]

### 管理団体
- 設置者：黒部市
- 指定管理者：ジェック経営コンサルタント[17]（オープン時から黒部市農業協同組合（JAくろべ）により運営してきたが[15]、契約満了に伴い2024年度にジェック経営コンサルタントに交代。瑞彩マルシェは2024年度以降もJAくろべが引き続き運営する[18]）

## アクセス
- 国道8号（入善黒部バイパス）[2] - 登録路線
  - 道の駅開業時に、国道8号の交差点名を「堀切交差点」から「道の駅KOKOくろべ交差点」に変更し、交差点の右折レーンの延伸・左折レーンの新設が行われている[19][20]。
- 富山県道122号石田前沢線
- 北陸自動車道黒部ICより約10分。
- 西日本旅客鉄道（JR西日本）北陸新幹線黒部宇奈月温泉駅より約10分。
- 富山地方鉄道本線電鉄黒部駅またはあいの風とやま鉄道あいの風とやま鉄道線黒部駅より富山地方鉄道バス生地循環線で「道の駅KOKOくろべ」バス停下車。

## 周辺
- 黒部浄化センター
  - きららの滝
  - 足湯 ばいおーゆ
- 黒部市総合公園[2][7]
  - 黒部市総合体育センター
  - 黒部市美術館[7]
- PLANT 黒部店